# SAT
SAT (z původního názvu Scholastic Aptitude Test, tedy Zkouška dovedností žáka) je jeden z nejvýznamnějších standardizovaných testů používaných pro přijímání studentů na vysoké školy v USA.
Současně používaný název testu je SAT Reasoning Test (test logického myšlení). Skládají jej zpravidla studenti středních škol (high school) v posledních ročnících a využívá jej také většina vysokých škol v USA jako jednu z částí přijímacího řízení. Test vytvořila americká nezisková organizace College Board. Historie zkoušek SAT sahá do roku 1901, jejich název a způsob bodování se od té doby několikrát změnily.
V Burosově ročence (sborníku recenzí většiny standardizovaných psychodiagnostických metod v USA) je nicméně SAT zařazeno do sekce „požadovaných, avšak nerecenzovaných nástrojů“ (tedy těch, jejichž autoři nedodali relevantní podklady pro provedení recenze).

## Struktura zkoušky SAT

### SAT Reasoning Test
Zkouška uvažování (resp. logického myšlení) SAT Reasoning Test se skládá formou testu a je tvořena ze tří částí.

#### Psaní
Obsahuje otázky s výběrem z několika možností a napsání eseje. Část s otázkami testuje schopnost opravovat věty a odstavce a identifikovat chyby v textu. Esej ověřuje schopnost vyjádřit jasně myšlenky a podpořit je argumenty a užívání větné struktury a správného pořadí slov.

#### Kritické čtení
Obsahuje otázky na doplňování vět a několik textů, k nimž se vztahují další otázky. Otázky na doplňování vět ověřují znalost významů slov a porozumění tomu, jak jednotlivé části věty tvoří logický celek. Otázky vztahující se k úryvkům textů testují schopnost určit význam slov z kontextu, porozumění informacím obsaženým v textu a schopnost syntézy a analýzy informací a schopnost hodnotit hypotézy a techniky užité autorem textu.

#### Matematika
Obsahuje otázky nabízející výběr z několika odpovědí a otevřené otázky, na něž musí odpověď vypracovat student. Tato část testuje schopnost práce s kvantitou, pochopení aritmetiky, algebry, funkcí, geometrie, analýzy dat, statistiky a pravděpodobnosti.

### SAT Subject Tests
Test ověřuje znalosti z jednoho z 21 testovaných oborů.